# Brusnik (Negotino)
Brusnik (makedonsky: Брусник) je vysídlená vesnice v Severní Makedonii. Nachází se v opštině Negotino ve Vardarském regionu.

## Geografie
Vesnice se nachází ve východní části oblasti Tikveš, v nadmořské výšce 320 metrů.
V Srbsku, konkrétně v okruhu Zaečar, se nachází vesnice se stejným názvem a k městu Negotino leží mnohem blíže.

## Demografie
Podle záznamů Vasila Kančova zde v roce 1900 žilo 160 Turků a 5 Romů.
V roce 2002 zde žili poslední 3 obyvatelé makedonské národnosti.
Podle sčítání lidu z roku 2021 zde již nikdo nežije.
| Rok          | 1900 | 1948 | 1953 | 1961 | 1971 | 1981 | 1991 | 2002 | 2021 |
| ------------ | ---- | ---- | ---- | ---- | ---- | ---- | ---- | ---- | ---- |
| Obyvatelstvo | 165  | 89   | 80   | 75   | 76   | 4    | 2    | 3    | 0    |